# اپیتومه
اپیتومه یا مظهر (یونانی: ἐπιτομή) (به معنای «کوتاه کردن» یا «خلاصه») یک فرم خلاصه یا مینیاتوری، یا نمونه ای است که واقعیتی بزرگتر را نشان می‌دهد، همچنین به عنوان مترادف برای تجسم استفاده می‌شود.